# Diocèse de Coimbatore
Vous pouvez aider à l'améliorer ou bien discuter des problèmes sur sa page de discussion.
- Il ne cite pas suffisamment ses sources. Vous pouvez indiquer les passages à sourcer avec {{référence nécessaire}} ou {{Référence souhaitée}}, et inclure les références utiles en les liant aux notes de bas de page. (Marqué depuis avril 2024)
- Certaines informations devraient être mieux reliées aux sources mentionnées dans la bibliographie ou les liens externes. Améliorez sa vérifiabilité en les associant par des références. (Marqué depuis avril 2024)
- Il ne s’appuie pas, ou pas assez, sur des sources secondaires ou tertiaires. (Marqué depuis avril 2024)
- Il contient une ou plusieurs listes. Le texte gagnerait à être rédigé sous la forme d’un ou plusieurs paragraphes synthétiques, afin d’être plus agréable à lire. (Marqué depuis avril 2024)

- Archive Wikiwix
- Bing
- Cairn
- DuckDuckGo
- E. Universalis
- Gallica
- Google
- G. Books
- G. News
- G. Scholar
- Persée
- Qwant
- (zh) Baidu
- (ru) Yandex
- (wd) trouver des œuvres sur Wikidata

Le diocèse de Coimbatore est une circonscription ecclésiastique de l’Église catholique en Inde.

## Histoire
- 3 avril 1845 : Établi comme pro-vicariat apostolique de Coimbatore
- 1850 : Élevé comme vicariat apostolique de Coimbatore
- 1er septembre 1886:  Élevé comme diocèse de Coimbatore
- 12 juin 1923 : Territoire perdu pour établir le diocèse de Calicut
- 28 décembre 2013 : Territoire perdu pour établir le diocèse de Sultanpet

## Évêques de Coimbatore

### Vicaires apostoliques
- Melchior de Marion-Brésillac, M.E.P. (16 mars 1845 - 18 mars 1855)
- Claude-Marie Dépommier, M.E.P. (17 février 1865 - 8 décembre 1873)

### Évêques
- Etienne-Auguste-Joseph-Louis Bardou, M.E.P. (30 avril 1874 - 7 février 1903)
- Jacques-Denis Peyramale, M.E.P. (23 mai 1903 - 17 août 1903)
- Augustine-Antoine Roy, M.E.P. (12 février 1904 - 4 décembre 1930)
- Marie-Louis-Joseph-Constantin Tournier, M.E.P. (12 janvier 1932 - janvier 1938)
- Ubagaraswani Bernadotte (9 avril 1940 - 5 février 1949)
- Francis Xavier Muthappa (25 décembre 1949 - 23 novembre 1971)
- Manuel Visuvasam (3 février 1972 - 2 juin 1979)
- Ambrose Mathalaimuthu (6 décembre 1979 - 10 juillet 2002)
- Lephonse Thomas Aquinas (depuis 10 juillet 2002)